# Rhobonda
Rhobonda là một chi bướm đêm thuộc họ Choreutidae.

## Các loài
- Rhobonda gaurisana Walker, 1863
- Rhobonda heliaspis (Meyrick, 1926)
- Rhobonda palaeocosma (Meyrick, 1926)